# Jan Paternotte
Jan Maarten Paternotte ('s-Hertogenbosch, 26 februari 1984) is een Nederlands politicus. Sinds 23 maart 2017 is hij lid van de Tweede Kamer namens D66. 
Van 11 januari 2022 tot en met 5 december 2023 was hij fractievoorzitter.

## Biografie
Paternotte groeide op in Hurwenen, Maarssen en Groenekan als zoon van Peter Paternotte (1946) en Arga Paternotte-van der Flier (1946-2016). Hij studeerde internationale betrekkingen aan de Universiteit van Amsterdam. In 2004 werd hij gekozen tot voorzitter van de Jonge Democraten, de jongerenorganisatie van D66. In de winter van 2008 was hij stagiair op het kantoor van RTL Nieuws-correspondent Erik Mouthaan in New York. In 2012 studeerde hij af in het Europees Recht aan de Amsterdam Law School. Paternotte werkte van november 2012 tot maart 2017 als adviseur en gespreksleider bij adviesbureau &Maes.
Van 2006 tot maart 2017 was hij lid van de Amsterdamse gemeenteraad, tot 11 maart 2010 als duoraadslid in een kleine fractie. In 2010 werd Paternotte gekozen tot beste raadslid van Nederland. Hij ontving de trofee uit handen van premier Jan Peter Balkenende. Hij was dat jaar Tweede Kamerkandidaat voor D66, op de verkiesbare 12e plaats. Hij werd wegens het aantal voorkeurstemmen dat op de lager geplaatste kandidaat Pia Dijkstra werd uitgebracht, niet verkozen. Paternotte werd beleidsmedewerker van D66-Europarlementariër Marietje Schaake. Opnieuw verkozen tot gemeenteraadslid in Amsterdam, volgde hij in 2011 Gerolf Bouwmeester op als fractievoorzitter. Bij de gemeenteraadsverkiezingen van 2014 was Paternotte lijsttrekker. D66 werd met veertien zetels de grootste in de Amsterdamse raad. Tot maart 2017 bleef hij fractievoorzitter. Als fractievoorzitter onderhandelde hij over de samenstelling van het uitvoerend college en slaagde in het vormen van een bestuur bestaande uit D66 (voor de helft), VVD en SP. De PvdA werd naar de oppositie verwezen.
Bij de Tweede Kamerverkiezingen van 2017 werd hij voor D66 verkozen in de Tweede Kamer. Van 2017 tot 2021 was hij  woordvoerder op het gebied van luchtvaart en integratiebeleid. Zijn voorstel om een CO2-plafond in te stellen voor Nederlandse luchthavens kreeg steun van een meerderheid van de Tweede Kamer. Ook diende hij een initiatiefnota in over het beschermen van Nederlanders met een ongewenste tweede nationaliteit. Daarna was hij onder andere woordvoerder op hoger onderwijs en corona. Ook is hij woordvoerder medische ethiek geweest voor D66. In die periode zijn twee initiatiefwetten van onder andere D66 aangenomen: het afschaffen van de verplichte 5 dagen bedenktijd bij abortus en het beschikbaar stellen van de abortuspil bij de huisarts. Jan Paternotte was lid van de parlementaire ondervragingscommissie Fiscale constructies.

## Persoonlijk leven
Paternotte is getrouwd met voormalig D66-raadslid Lise-Lotte Kerkhof.
Hij is de neef van ThePostOnline-journalist Bas Paternotte.